# عدد راهنمای فلاش

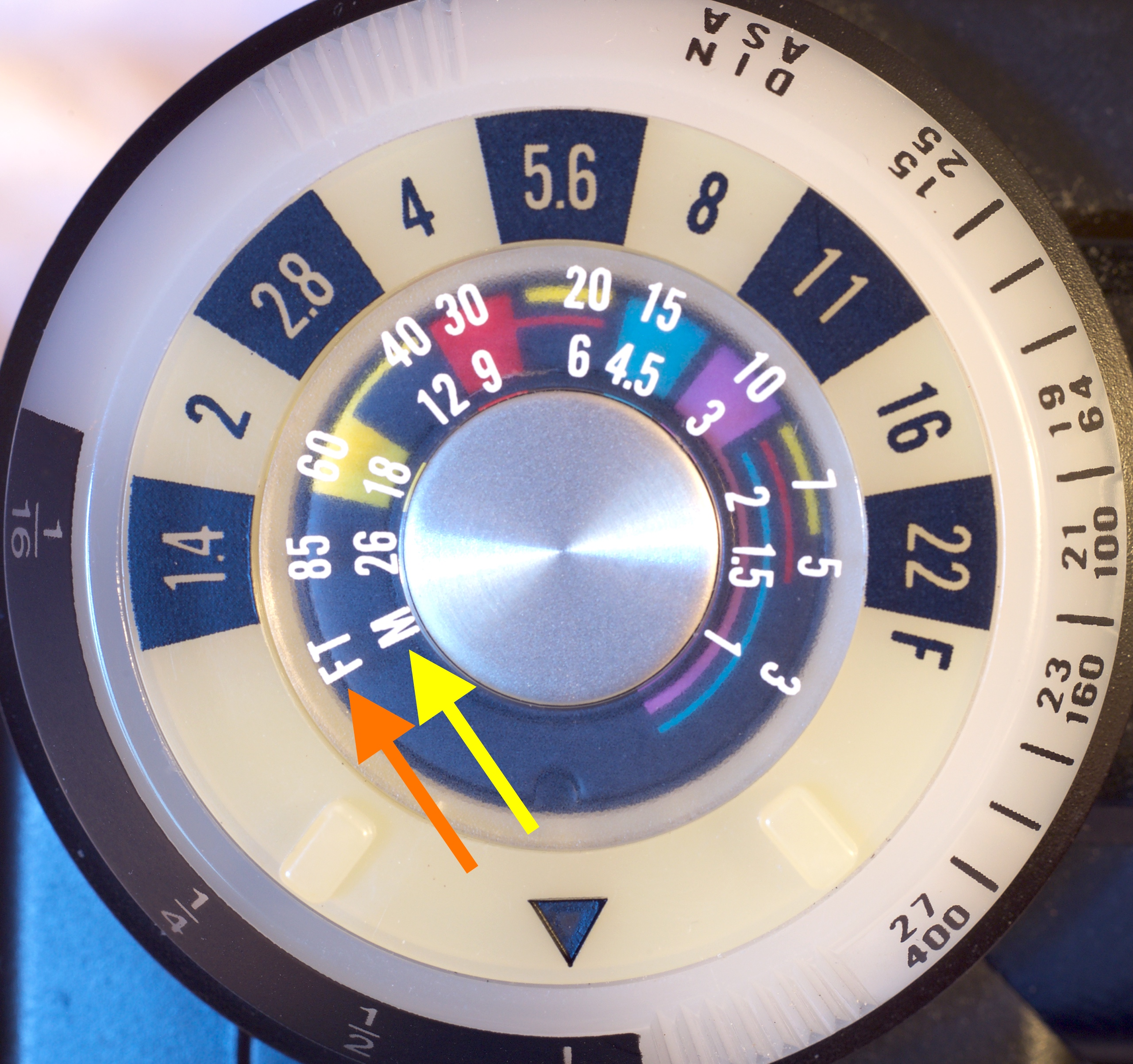
صحنه ای برای هر ترکیبی از توقف و فاصله نشان داده شده در شماره‌گیری محاسبه قرار گرفتن در معرض این دستگاه فلش، به درستی روشن می‌شود، که هر یک برابر است با همان شماره راهنمای. شماره راهنما در اینجا (تنظیم برق کامل، ISO 100 و پوشش زاویه عادی) ۳۷ برای محاسبات انجام شده در متر (فلش زرد) و ۱۲۰ برای پا (نارنجی) است. به عنوان مثال، در مقیاس پا، f / 4 × 30 ft = ۱۲۰، f / 8 × 15 ft و f / 16 × ۵/۷ فوت را در متر، f / 1.4 × 1.4 m ۲۶ متر = ۳۷ و f / 22 × ۱٫۷ متر و هر ترکیب بین.

عدد راهنمای فلاش (به انگلیسی: Guide number) عددی است که جهت مشخص کردن قدرت فلاش و محاسبهٔ میزان بازبودن دیافراگم (ضریب اف) از طرف کارخانهٔ تولیدکننده در رابطه با نوع فلاش مشخص، اعلام می‌شود. هرچه عدد راهنما بزرگ‌تر باشد، قدرت فلاش هم قوی‌تر خواهد بود.
از عدد راهنما در مواردی استفاده می‌شود که عکاس عدد راهنمای فلاش را می‌داند، فاصلهٔ سوژه تا دوربین نیز مشخص است و می‌خواهد ضریب اف را تعیین کند. در این حالت عدد راهنما را تقسیم به فاصلهٔ سوژه تا دوربین (به متر) می‌کند و اندازهٔ ضریب اف مناسب را بدست می‌آورد.

## نگارخانه

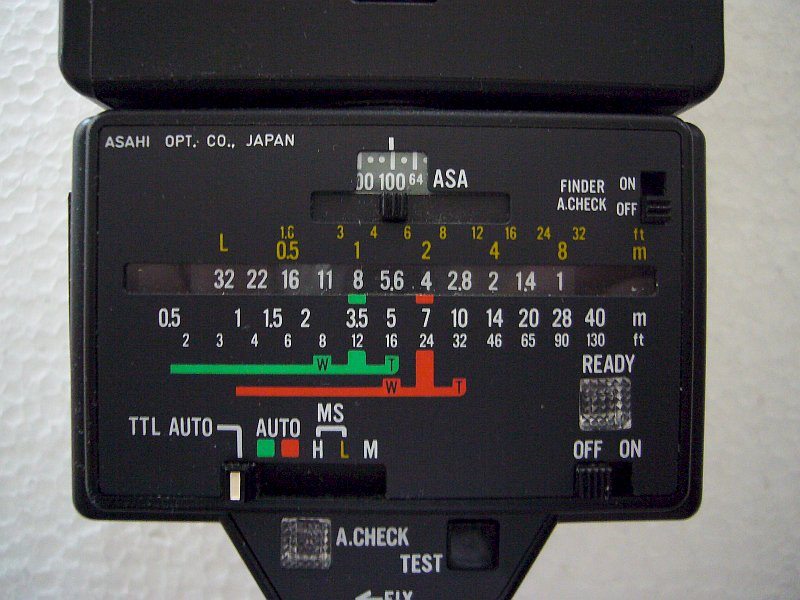
تنظیمات ممکن برای f-number (ردیف اول سفید) و فاصله تا صحنه (ردیف سفید دوم) برای فلاش با NG=28.
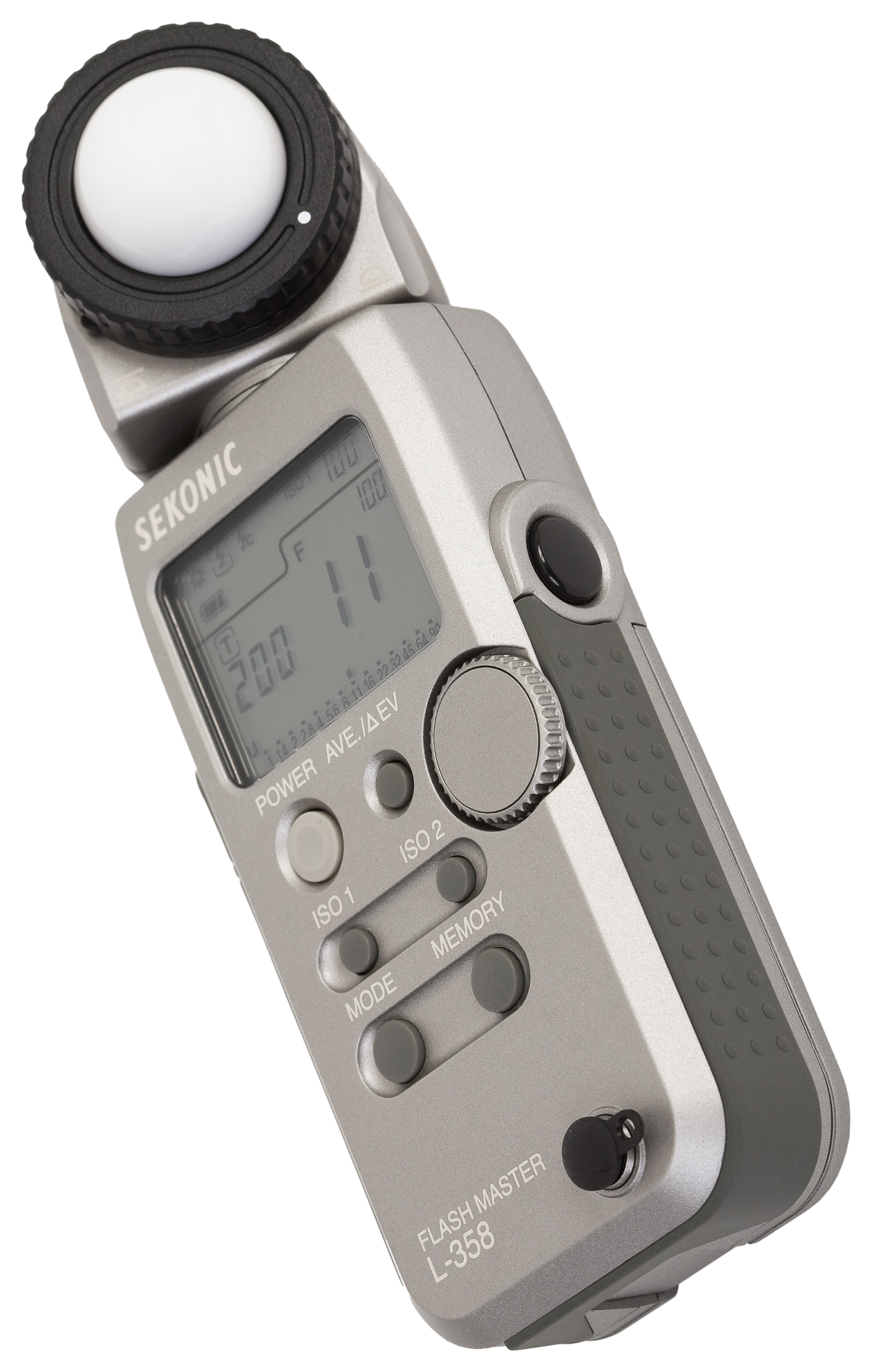
نورسنج برخورد نوردهی واقعی هنگام رسیدن به یک صحنه را اندازه می‌گیرد.